# 810
| [ Edytuj tabelę ]          |                                                   |
| Hrabia Aragonii            | - 809 Aznar I 839                                 |
| Król Asturii               | - 791 Alfons II 842                               |
| Hrabia Barcelony           | - 801 Berà 820                                    |
| Cesarz Bizancjum           | - 802 Nicefor I 811                               |
| Chan Bułgarii              | - 803 Krum 814                                    |
| Cesarz Chin                | - 806 Tang Xianzong 820                           |
| Król Essexu                | - 798 Sigered 812                                 |
| Król Franków               | - 768 Karol Wielki 814 - 781 Ludwik I Pobożny 814 |
| Cesarz Japonii             | - 809 Saga 823                                    |
| Władca Jutlandii           | - 804 Godfred 810 - 810 Hemming 812               |
| Kalif                      | - 809 Al-Amin 813                                 |
| Król Khmerów               | - 802 Dżajawarman II 850                          |
| Patriarcha Konstantynopola | - 806 Nicefor I 815                               |
| Król Mercji                | - 796 Cenwulf 821                                 |
| Król Nortumbrii            | - 808 Eanred 840                                  |
| Książę Obodrzyców          | - 809 Sławomir 819                                |
| Papież                     | - 795 Leon III 816                                |
| Cesarz rzymski             | - 800 Karol Wielki 814                            |
| Doża Wenecji               | - 809 Angelo Partecipazio 827                     |

Rok 810 / DCCCX
stulecia: VIII wiek ~
IX wiek ~
X wiek

lata: 800 «
805 «
806 «
807 «
808 «
809 «
810
» 811
» 812
» 813
» 814
» 815
» 820

## Zmarli
- Godfred – władca jutlandzki (Dania)
- 8 lipca – Pepin Longobardzki, król Longobardów